# Алонсо, Мануэль
Мануэль Алонсо де Арейсага (исп. Manuel Alonso de Areyzaga; 12 ноября 1895, Сан-Себастьян — 11 октября 1984, Мадрид) — испанский теннисист-любитель, член Международного зала теннисной славы с 1977 года.

## Спортивная карьера
Мануэль Алонсо выиграл национальное первенство Испании по теннису в 1915 году и на протяжении многих лет оставался ведущим представителем Испании на международных теннисных турнирах. В 1920 году он стал полуфиналистом чемпионата мира на твёрдых (грунтовых) кортах. В 1921 году он дошёл до финала турнира претендентов на Уимблдоне, в полуфинале обыграв Дзэндзо Симидзу в пятисетовом поединке, а в финале также в пяти сетах уступив Брайану Нортону. В этом же году он был призван в ряды сборной Испании в Международном Кубке вызова (ныне Кубок Дэвиса) и в дальнейшем провёл за неё 15 игр — последнюю он сыграл в возрасте 40 лет в 1936 году, став старейшим игроком в истории сборной Испании до настоящего времени. Его лучшим результатом был выход со сборной в финал турнира претендентов 1922 года, где испанцы проиграли сборной США. Он дважды участвовал в Олимпийских играх, добравшись до четвертьфинала в одиночном разряде в Антверпене в 1920 году и в паре со своим братом Хосе Марией Алонсо в Париже в 1924 году.
В течение нескольких лет в 1920-е годы Алонсо проживал в США, регулярно участвуя в чемпионате США по теннису, где он четыре раза доходил до четвертьфинала — как и на Уимблдоне, это оставалось лучшим результатом среди испанских теннисистов до середины 1960-х годов, когда оба турнира выиграл Маноло Сантана. Он также был финалистом чемпионата США на грунтовых кортах 1923 года и победителем ряда менее представительных турниров на американской земле. Алонсо включался в регулярный рейтинг теннисистов США, в 1926 году заняв в нём второе место после Билла Тилдена. Он также трижды попадал в десятку сильнейших теннисистов мира, в 1927 году поднявшись в ней до пятой позиции.
В 1977 году Мануэль Алонсо был включён в списки Международного зала теннисной славы, где к нему впоследствии присоединились такие испанские мастера, как Сантана, Андрес Химено и Мануэль Орантес. Он умер в Мадриде в возрасте 88 лет в 1984 году.